# 오인용
오인용(五人用, Team5p)은 2002년에 결성된 플래시 애니메이션 창작 집단이다. 인터넷을 통해 사회풍자 및 코믹하고 기발한 애니메이션을 많이 만들어 퍼트리기 시작했으며, 신문과 방송에도 실리는 등 작지 않은 이슈를 만들었으며 연예인지옥이라는 연예인들의 군대거부를 풍자한 픽션 애니메이션을 만들어 법정소송에 휘말리기도 하였지만, 꾸준히 아직까지 인기몰이를 이어나가고 있다. 시청 연령은 19세이고, 대표적인 작품으로는 연예인지옥, 돼지, 식맨아맨, 중년탐정 김정일, 이웃집 오인용 등이 있으며 이를 비롯해 수백개에 달하는 실험적인 작품들로 사랑을 받고 있다.
오인용이라는 이름의 의미는 숫자 5와 컴퓨터·비디오 게임에서 함께 참여하는 사람의 수를 세는 단위인 ‘인용(人用)’을 합성한 이름이다.
2008년 7월 11일 신연예인지옥 외전5 - 디카이야기편 발표이후 3년 가까이 활동을 중단하였으나 2011년 4월 13일 근성오인용 코너에 오인용일기 1편으로 활동을 재개하였으며 2012년 4월 19일 오인용 10주년 기념 신작 오디션지옥을 발표하였다.
혁군(정지혁)과 김창후는 현재 손바닥TV 기획드라마 '중년탐정 김정일'의 초안과 성우를 담당하고 있다. 백건(지정훈)은 현재 농림부 산하 국가연구기관(R & D)에서 연구기획의 미디어 콘텐츠 사업담당을 하고있으며, 데빌(장석조)은 2010년 공중파 방송 MBC에 데뷔하여 세계최초 애니메이션 다큐멘터리 '청춘병법 아미아미'를 기획/제작/감독을 하였으며 2013년 3월 13일 신연예인지옥 9편 (완결편)을 발표하였다. 2013년 6월 6일 신연예인지옥 시즌2 1편을 공개하였다.
2013년 1월 14일 오인용의 라디오 방송이었던 업그라운드 대신 새로운 라디오 방송인 목창을 오픈하였다. 2013년 3월 13일 라디오 방송 목창을 유료화 하고 홈페이지를 새단장하였다.
2013년 4월 21일 오인용 멤버였던 장동혁이 육종암으로 세상을 떠났다.

## 멤버
| 이름   | 예명   | 비고                                                                                          |
| ------ | ------ | --------------------------------------------------------------------------------------------- |
| 정지혁 | 혁군   | 오인용에서 가장 인기가 많은 유명한 멤버이자 현재 리더. 욕을 담당하고 있다.                    |
| 장동혁 | 씨드락 | 원래 제 8의 멤버로 활동하고 있다가 2013년 4월 21일 육종암으로 인해 사망                       |
| 장석조 | 데빌   | 오인용의 대표작품을 만든 실질적인 실력자이자 전 리더. 애니메이션 감독으로 활발한 작품활동 중. |
| 지정훈 | 백건   | 현재 농림부 산하 국가연구기관(R & D)에서 연구기획의 미디어 콘텐츠 사업담당을 하고있다.        |
| 김홍석 | 기몽   | 유학을 다녀온 뒤 3D애니메이션 팀장으로 종사중이다.                                            |
| 민상식 | 씩맨   | 교육용 애니메이션 팀장으로 재직 중.                                                           |
| 천상민 | 천팀장 | 게임 회사 퇴사 후 프리랜서로 활동 중.                                                         |

## 작품 목록
- 외전ㆍ예고편은 제외

| 작품명                 | 제작 연도   | 제작 횟수 | 비고                                                                                  |
| ---------------------- | ----------- | --------- | ------------------------------------------------------------------------------------- |
| 연예인지옥             | 2000년대 초 | 9         |                                                                                       |
| 신 연예인지옥          | 2007        | 9         | 2013년 3월 13일 신연예인지옥 9편 발표를 끝으로 막을내렸다.                            |
| 신 연예인지옥 시즌2    | 2013        | 3         | 2013년 6월 6일 시즌2 1편을 공개하였다.                                                |
| 돼지                   | 2006        | 15        |                                                                                       |
| 중년탐정 김정일        | 2006        | 10        |                                                                                       |
| 중년탐정 김정일 시즌2  | 2013        | 1         |                                                                                       |
| 라디오극장-업그라운드  | 2013        | 30        | 2013년 4월 29일 30편을 끝으로 막을 내렸다.                                            |
| 라디오방송-목창        | 2013        | 208       | 2013년 1월 14일 방송을 시작하였다.                                                    |
| 이웃집 오인용          | 2006        | 10        |                                                                                       |
| 식맨 아맨              | 2006        | 9         |                                                                                       |
| 근성오인용             | 2006        | 6         | 근성오인용 3편, 오인용일기 3편                                                        |
| 폭력의 미학            | 2007        | 5         |                                                                                       |
| 폭력 교실              | 2006        | 4         |                                                                                       |
| 추억의 책장을 넘기면   | 2006        | 8         |                                                                                       |
| 뿌뿌와 공그리          | 2006        | 6         |                                                                                       |
| 우주인 김상철          | 2006        | 5         |                                                                                       |
| 오디션지옥             | 2012        | 1         | 오인용 10주년 기념 신작으로 현재 후속편을 제작중이다.                                 |
| 짹슨                   | 2006        | 5         |                                                                                       |
| 오빠야                 | 2006        | 4         |                                                                                       |
| 간지럼 토끼            | 2006        | 3         |                                                                                       |
| 귀차니즘 가족          | 2006        | 3         |                                                                                       |
| 바나나걸               | 2006        | 3         |                                                                                       |
| 김창후 이병의 탈영사건 | 2006        | 2         | 연예인지옥의 모태가 되는 작품이다. 연예인지옥 3편 상에서 탈영사건에 대한 언급이 있다. |
| 으라차 오인용          | 2006        | 5         |                                                                                       |
| 왕시리즈               | 2006        | 7         |                                                                                       |
| 아치와 씨팍            | 2006        | 영화      | 일심파 양아치들 역할을 맡아 성우로 출연                                               |
| 용의굴-장석조          | 2007        | 1         | 여러가지의 특이한 파충류소리 역할을 맡아 데빌(장석조)이 성우로 출연                   |
| 대한왕국               | 2015        | 5         |                                                                                       |
| 만담강호               | 2016        | 24        | 애니메이션 좀바라TV와 손잡고 선보인 신작.                                             |
| 다큐오인용             | 2017        | 6         | 오인용 15주년 기념작. 오인용이 결성되어 걸어온길을 담고 있다.                         |
| 시트콤 명화마을        | 2017        | 24        |                                                                                       |
| 오락왕 김봉구          | 2017        | 14        |                                                                                       |
| 페미삼총사             | 2018        | 3         |                                                                                       |
| 축복소녀               | 2020        |           |                                                                                       |

### 단편
- 힐
- Boxer
- 제이스프린터 쇼
- 목마
- 치킨헤드
- 서커스
- 크레이지
- 오인용 시상식
- 아싸라비아 (육각수 밴드)
- 행보관의 과거: 연예인지옥 김경호 행정보급관의 666부대 부임전 이야기이다.
- 연지(연예인지옥) 외전 - 김창후 이병의 추억편: 연예인지옥 오리지널 외전으로 김창후 이병과 고양이 보아의 슬픈 추억이야기이다.
- 연지(연예인지옥) 외전 - 조혈모 세포 기증편: 골수기증 캠페인판으로 제작된 외전이다.
- 연지(연예인지옥) 외전 - 군주편: 온라인 게임 홍보판으로 제작된 외전이다.
- 싸이의 인생극장B형: 연예인지옥 뮤직비디오로 애인이 배신하자 복수를 위해 부대를 탈영한 정지혁 병장 이야기
- 노브레인의 Little Baby: 연예인지옥 캐릭터인 김창후 이병과 정지혁 병장의 동생 짱고가 출연한다.
- 금연 홍보 플래시
- 백근토론
- 전투축구
- 소나기
- 개와 인간
- 아수라의 "I HATE YOU!!"
- 5P맞고가 온다! (2007)
- 금보로 이야기 (2012)
- 캔 - 모든걸 걸었다 MV (2012)
- 독도 이야기 (2012)
- 오인용 일기 외전 - 체리키보드편: PC 키보드제품 홍보판으로 제작된 외전이다.
- 신 연예인지옥 외전 - 족구대회편: 온라인 게임 홍보판으로 제작된 외전이다. 3부작으로 구성되어있다.
- 신 연예인지옥 외전 - 정지혁 병장의 악몽 편: 신 연예인 지옥 카툰북 부록CD에 수록된 오리지널 외전이다.
- 신 연예인지옥 외전 - 디카이야기편: 모니터색 교정기 홍보판으로 제작된 외전이다.
- 신 연예인지옥 외전 - 모나크편: 온라인 게임 홍보판으로 제작된 외전으로 부대전투편과 약탈전편으로 구성되어 있다.
- 신 연예인 지옥 시즌2 외전 - 월탱이벤트편: 온라인 게임 이벤트 홍보판으로 제작된 외전이다.
- 근해 (광해 패러디)
- 다데빌: 오인용 15주년, 장석조(데빌) 유튜브 채널 구독자 5만 기념 제작물로 장석조가 연기한 캐릭터들이 등장한다.

### 카툰북
- 면제받지 못한 자 (2007): 오인용 멤버 장석조의 실제 군생활 이야기로 훈련소 생활을 다루고 있다.
- 중년탐정 김정일 (2007): 플래시 중년탐정 김정일의 산장 살인사건편, 꽃다발 살인사건편, 유가촌 살인사건편, 장례식 살인사건편을 각색한 작품이다.
- 신연예인지옥 (2008): 신연예인지옥 1 ~ 5편으로 구성되어 있다.
- 테이크다운 (2008): 격투기를 소재로 한 작품이다.
- 아빠 어렸을 적에 (2009): 오인용 멤버 장석조의 작품으로 중년이 된 엄마아빠들의 어릴적 이야기이다.
- 권웅 (2010): 권투선수 홍수환 이야기로 오인용이 그림을 맡았다.
- 면제받지 못한 자 2 (2013): 오인용 멤버 장석조의 실제 군생활 이야기로 신병시절을 다루고 있다.